# Краківсько-Ченстоховське нагір'я
50°12′24″ пн. ш. 19°49′45″ сх. д. / 50.2067° пн. ш. 19.8292° сх. д.

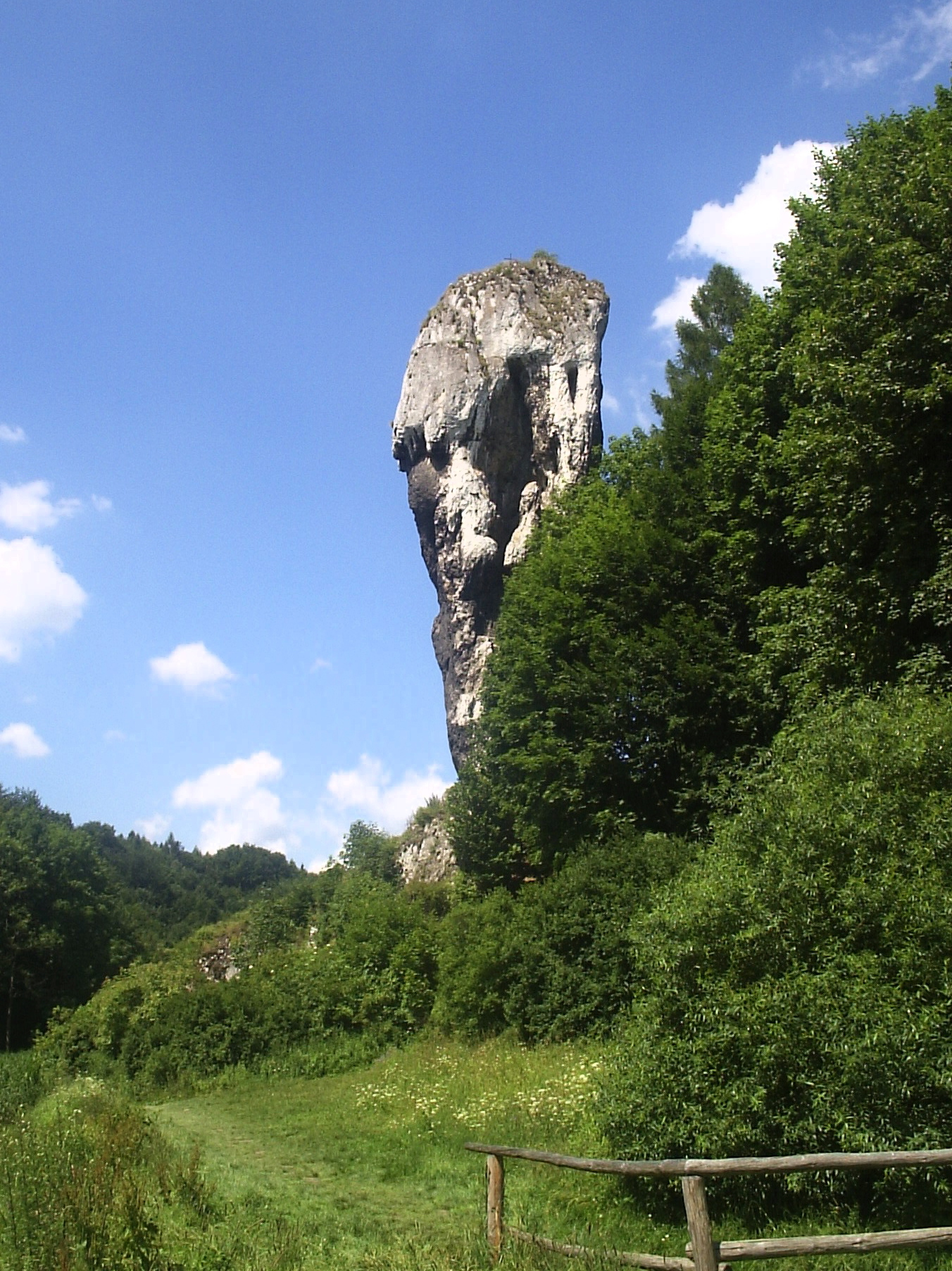
Палиця Геркулеса

Кра́ківсько-Ченстохо́вське нагі́р'я (пол. Wyżyna Krakowsko-Częstochowska) (341.3) — макрорегіон, нагір'я на півдні Польщі, південно-західна частина Малопольського нагір'я. На заході уступом куести обривається до Сілезького нагір'я.

Пагорб розчленований глибокими річковими долинами на платообразні ділянки, середня висота яких становить близько 350 м. Найвища точка — Замкова гора (504 м). Складена породами палеозойської ери, в значній частині перекритими мезозойськими глинами і вапняками. Характерні карстові форми рельєфу. Клімат помірний, кількість опадів становить 700—800 мм на рік. На Краківсько-Ченстоховського нагір'я беруть початок річки Варта і Пілиця.

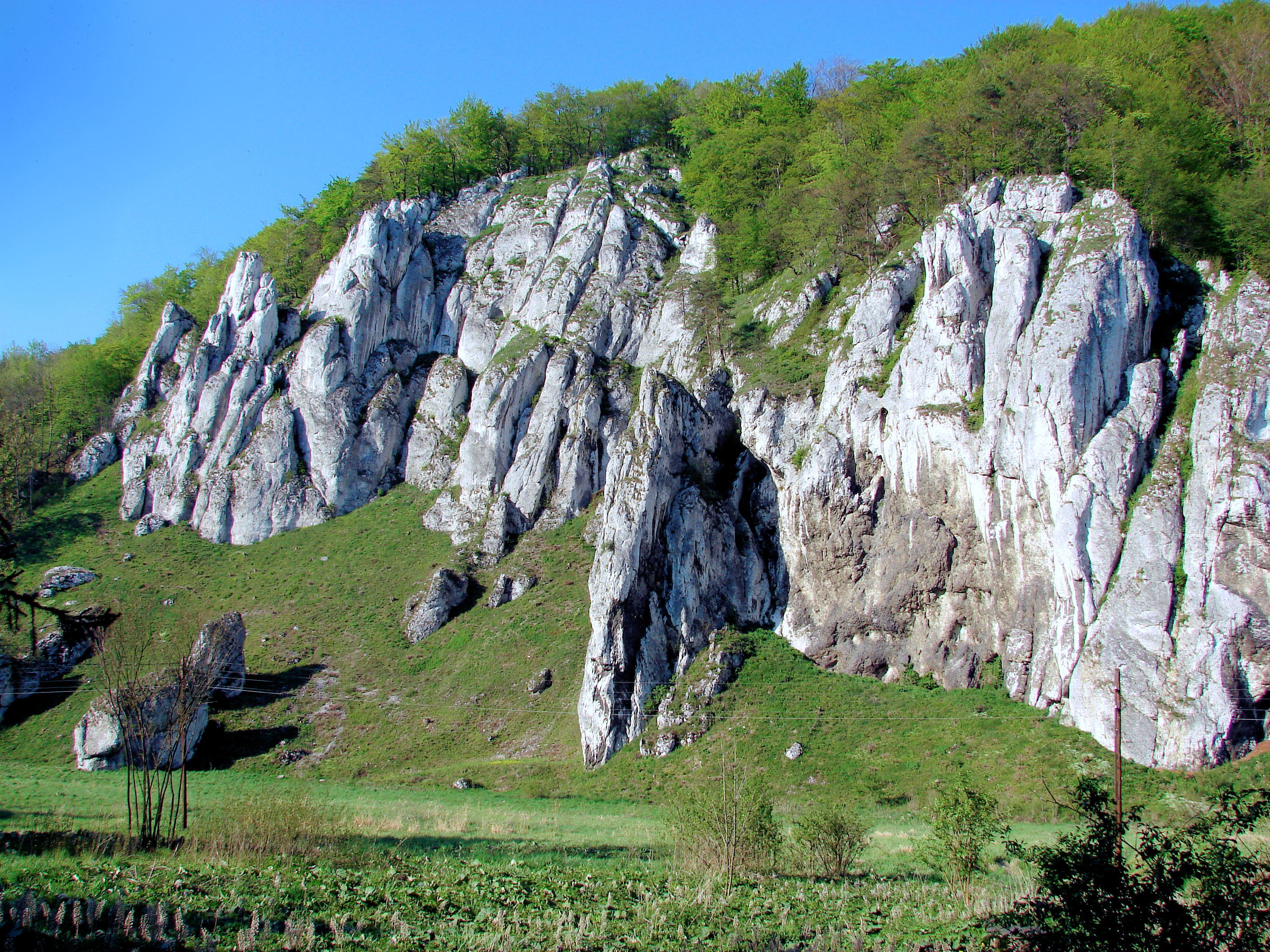
Скеля Ренкавиця, Ойцовський національний парк

На території височини є родовища залізної руди, кам'яного вугілля, сірки, свинцевих і цинкових руд.
Через височину проходять дві туристичні траси: «Орлиних гнізд» та «Юрських укріплень».